# Che mi dici di Willy?
Che mi dici di Willy? (Longtime Companion) è un film del 1990 diretto da Norman René.
È il primo film statunitense distribuito nei cinema su scala nazionale ad affrontare il tema dell'AIDS, descrivendo le vite di otto personaggi, sette dei quali omosessuali. Ambientato negli anni ottanta a New York, è stato presentato nella sezione Un Certain Regard al 43º Festival di Cannes.
Il titolo in lingua originale (Longtime Companion, il compagno di una vita) riprende la locuzione che era diventata d'uso nei necrologi per far riferimento al compagno del defunto, senza indicare esplicitamente che lo fosse.

## Trama
Il film descrive le vicende di un gruppo di amici, prevalentemente gay, tra il 1981 e il 1989, concentrandosi su 9 giornate - una per anno, descrivendo le loro reazioni all'epidemia di AIDS che investe la comunità gay newyorkese in quegli anni. 
Il 3 luglio 1981, un articolo sul New York Times informa a riguardo della diffusione di una rara forma di cancro tra gli omosessuali di New York e San Francisco. Quel giorno, Willy e John sono ospiti di David e Sean su Fire Island, dove conoscono Alan ("Spino" per gli amici). In città, Howard partecipa ad un'audizione per la soap opera Other People, di cui Sean è sceneggiatore. Il suo compagno Paul incontra sul pianerotto Lisa, amica d'infanzia di Alan.
Un anno dopo, mentre Willy e Alan, che nel frattempo hanno iniziato una relazione, decidono di convivere e Howard è preoccupato che la sua carriera da attore possa essere danneggiata perché è stato stabilito che il suo personaggio in Other People sia apertamente omosessuale, John viene ricoverato per polmonite da Pneumocystis jirovecii, morendo subito dopo. Dopo più di un anno di gestazione e ripensamenti, il 17 giugno 1983 viene trasmessa la scena di Other People in cui Howard bacia un altro uomo. Nel frattempo, è stato identificato che le malattie che stanno colpendo i pazienti gay sono legate ad un virus che determina l'immunodeficienza in chi lo contrae. Non si hanno notizie certe sulle modalità di trasmissione e Sean, più degli altri, sviluppa una certa ansia a riguardo. Trascorso un altro anno, Sean manifesta i primi sintomi dell'AIDS e, con lui, Paul. Mentre Howard si abbandona allo sconforto, David assiste amorevolmente il compagno. Willy vive nel terrore di poter contrarre il virus e interagisce con difficoltà con i suoi amici malati.
Nel marzo del 1985 le capacità cognitive di Sean si sono deteriorate fino a raggiungere la demenza. Negli ultimi tempi David era riuscito ad aiutarlo nel suo lavoro, ma sembra essere diventata ormai un'impresa impossibile. Howard non riesce più a trovare una parte, dopo che si è diffusa la voce che abbia l'AIDS. La paura del contagio impedisce a Willy e Alan di esprimere qualunque affettività reciproca. Nel 1986 assistiamo alla morte di Sean, l'anno seguente all'elegia funebre per David. Nel 1988 Will, Alan e Lisa si impegnano nel volontariato per assistere i malati di AIDS. Anche Howard si sta impegnando nella lotta contro la malattia, della quale è divenuto un testimonial. L'ultima scena del film si chiude con un sogno nostalgico: Will e Lisa e altri incontrano sulla spiaggia tutti gli amici morti nei sette anni precedenti. Quando il sogno si dissolve, Willy dice: «voglio esserci quel giorno» in cui troveranno la cura per l'AIDS.

## Produzione
Peter Travers riporta che Craig Lucas, lo sceneggiatore del film, alla fine degli anni Ottanta volesse scrivere una sceneggiatura sull'AIDS per aver perso molti amici a causa di questa malattia. Non riusciva tuttavia ad ottenere il sostegno delle case cinematografiche di Hollywood, che pur avevano mostrato apprezzamento per il suo lavoro. Fu Lindsay Law della PBS, alla fine, a finanziare la realizzazione del film con un milione e mezzo di dollari.

## Critica
Il film ha ricevuto delle recensioni nettamente positive dalla critica. Rotten Tomatoes gli attribuisce un punteggio del 94%, basato su 17 recensioni, con un voto medio di 7,7 su 10.
Peter Travers su Rolling Stone ha espresso nel maggio del 1990 un giudizio nettamente positivo sul film, osservando come, pur facendo ricorso ad un approccio episodico tipico di una fiction televisiva, Lucas sia riuscito a portare sullo schermo delle persone vere, non artefatte. Nell'esprime il proprio giudizio, ha utilizzato le seguenti parole: «Divertente, commovente e vitale, Longtime Companion è ad oggi il miglior film statunitense dell'anno». Anche Roger Ebert ha elogiato pienamente il film nella sua recensione sul Chicago Sun-Times. Ha apprezzato la sceneggiatura e la caratterizzazione dei personaggi, indicando la scena in cui David affianca Sean morente come «una delle più emozionanti in tutti i film sulla morte». Del film ha anche scritto: «Longtime Companion riguarda l'amicizia e la lealtà, riguarda la ricerca del coraggio per essere utile e dell'umiltà per lasciarsi aiutare».

## Riconoscimenti
- Golden Globe 1991
  - Miglior attore non protagonista (Bruce Davison)
- Sundance Film Festival 1990
  - Premio del pubblico
- Independent Spirit Awards 1991
  - Miglior attore non protagonista (Bruce Davison)